# 聖母子と幼児聖ヨハネ (コレッジョ、シカゴ美術館)
『聖母子と幼児聖ヨハネ』（せいぼしとようじせいヨハネ、伊: Madonna col Bambino e san Giovannino, 英: Madonna and Child with the Infant Saint John the Baptist）は、イタリアのルネサンス期のパルマ派の画家コレッジョが1515年ごろに制作した絵画である。油彩。コレッジョ初期の聖母子を描いた絵画の中で最も成熟した作品である。現在はアメリカ合衆国イリノイ州のシカゴ美術館に所蔵されている。

## 作品

アンドレア・マンテーニャの祭壇画『トリヴルツィオの聖母』。1497年。スフォルツェスコ城絵画館所蔵。

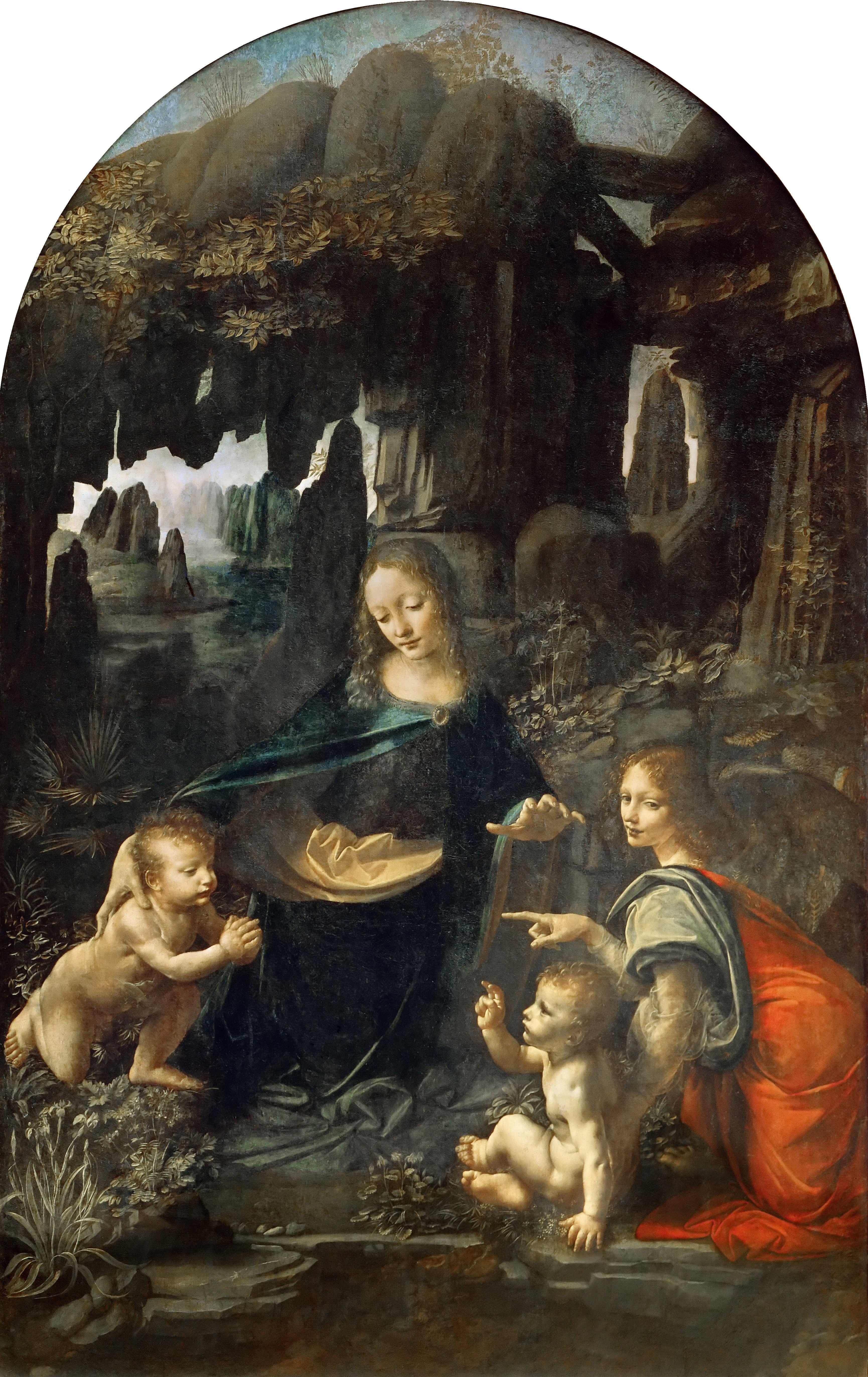
レオナルド・ダ・ヴィンチの『岩窟の聖母』。1483年から1486年。ルーヴル美術館所蔵。

聖母マリアと幼児のイエス・キリストはレモンの蔓棚の前で、うやうやしくひざまずいた幼い洗礼者ヨハネを歓迎している。蔓棚は交叉させた棒で、緑の葉が生い茂り、果実を実らせたレモンの木を支えている。レモンはおそらく聖母マリアのシンボルである。聖母マリアは草に覆われた土手の上に右足を乗せて座り、さらにその上に幼児キリストを置いている。洗礼者ヨハネは十字架を持った左手を胸に当てて幼児キリストを見上げており、幼児キリストは彼に祝福を与えている。画面右側には詳細に描かれた森と建築物の見える遠景が空気遠近法によって美しい青色を帯びた色彩で描かれている。
聖母の姿はクローズアップされた図像と前方に曲がった右膝の描写によって強調され、新しく活力あるボリュームが与えられている。この細部がシーンに奥行きを与え、支配的な聖母の存在感を高めているが、同時に非常に自然である。また遠景は空間的および色彩的に完全に調整され、聖母の優しい表情と洗礼者ヨハネを不安を感じることなく迎える繊細な動作に託された穏やかな静けさのトーンを高めている。
本作品の聖母像については様々な図像的源泉が指摘されている。聖母マリアのポーズはアンドレア・マンテーニャの祭壇画『トリヴルツィオの聖母』（La Madonna Trivulzio）のポーズと類似している。この祭壇画はヴェローナのサンタ・マリア・イン・オルガーノ教会のために制作され、現在はミラノのスフォルツェスコ城絵画館に所蔵されている。背後の風景はアルブレヒト・デューラーの版画に触発されたと思われる。ピラミッド型に配置された人物群はレオナルド・ダ・ヴィンチやラファエロ・サンツィオの盛期ルネサンス様式を反映しているが、特に柔らかな輪郭と聖母の謎めいた微笑はレオナルド・ダ・ヴィンチを思い出させる。祝福する幼児キリストの仕草は、当時ミラノのサン・フランチェスコ・グランデ教会の礼拝堂に設置されていたレオナルド・ダ・ヴィンチの『岩窟の聖母』（Vergine delle Rocce）に描かれた幼児キリストと同じものである。
ルネサンスの中心地から遠く離れた地で、コレッジョは他の巨匠の芸術を吸収することで自身の様式を発展させ、驚くほど革新的な作品を生み出した。人物たちの穏やかな官能性と、彼らが視線を通しておたがいに見せる優しさは、コレッジョ独特のものである。コレッジョは光と影、色彩を使って画面を優しい輝きで満たしており、肌と衣服は滑らかな質感を帯びているように見える。これまでの作品と比べると、画面右の遠景は非常に繊細な筆遣いと巧みな色彩で際立っており、前景の人物とレモンの木は鮮やかな色彩に包まれ、緻密である。

## 来歴
初期の来歴は知られていない。絵画は1815年にパリの外交官・文人のニコラス・マシアス男爵（Baron Nicholas Massias）によって所有されていたことが知られており、1825年12月13日あるいはそれ以降（当初の予定は1824年12月14日）にベルナルディーノ・ルイーニの作として4,000フランで売却された。ドイツの個人コレクションに属したのち、第二次世界大戦のころにドイツで売却され、ミラノの美術収集家によって購入された。1965年、絵画はニューヨークの美術商ウィルデンシュタイン・カンパニーによって購入され、シカゴ美術館に売却された。

## 盗難未遂事件
1966年10月30日に本作品の盗難未遂事件が起きた。過去に同美術館から宝石や小規模な美術品が盗難されたことはあったが、絵画が盗まれたのは1882年の設立以来初めてのことであった。しかし電話による匿名の通報があり、17時間後に800メートル離れたグラント・パークのゴミ箱から回収された。発見されたとき、絵画は茶色の紙に包まれ、紐で縛られていた。通報者は「最初はいたずらだったが、手に負えなくなった」と話したという。回収された絵画はオリジナルの支持体が割れ、また聖母の首にいくつかの擦り傷があった。幸いにも絵画は修復され、絵具層は加工された木製の支持体に移されており、保存状態は良好である。

## ギャラリー
関連作品

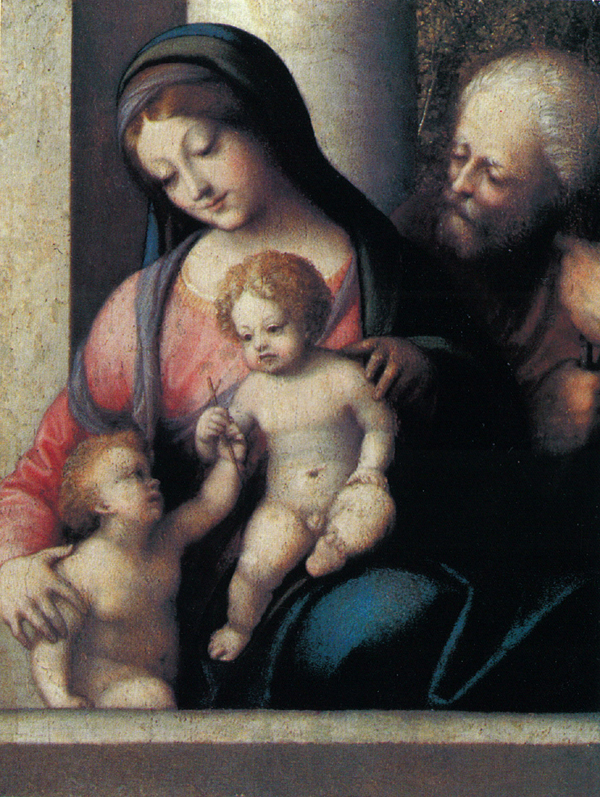
『聖家族と幼児洗礼者聖ヨハネ』1514年ごろ ロサンゼルス・カウンティ美術館所蔵
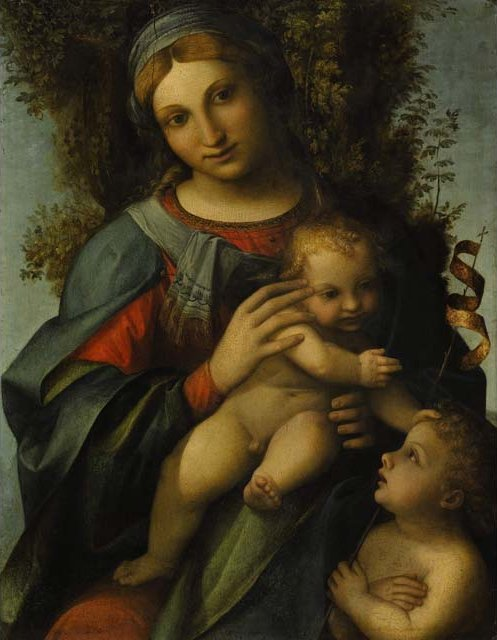
『聖母子と幼児聖ヨハネ』1514年から1515年の間 ヴィクトリア国立美術館所蔵
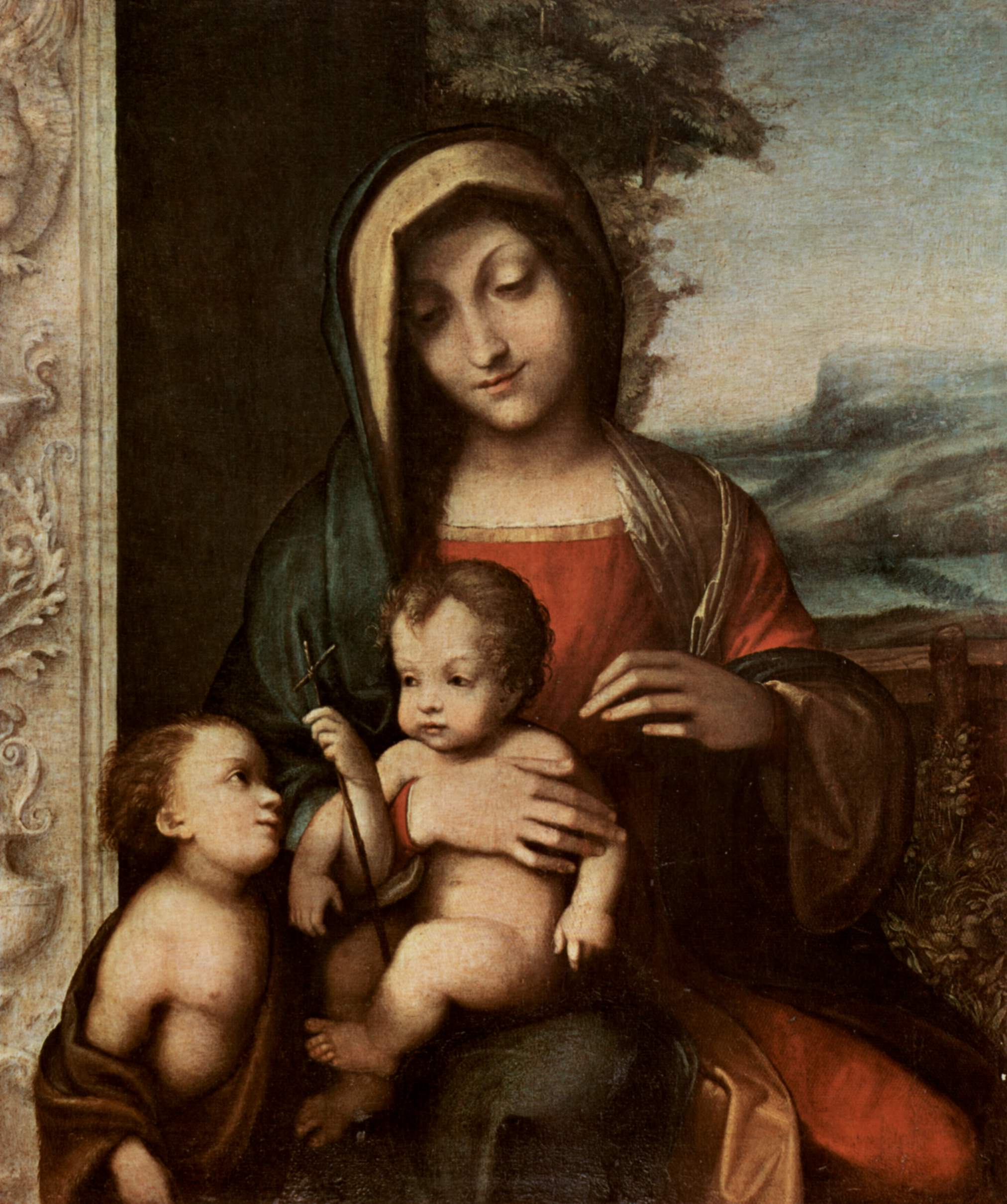
『聖母子と幼児聖ヨハネ』1517年ごろ スフォルツェスコ城絵画館（英語版）所蔵